# Erik Öhlén
Erik Leopold Öhlén, född den 10 april 1916 i Ljusdals församling, Gävleborgs län, död den 30 september 2006 i Uppsala, var en svensk jurist.
Öhlén avlade studentexamen 1936, filosofie kandidatexamen vid Uppsala universitet 1939 och juris kandidatexamen där 1941. Han genomförde tingstjänstgöring 1942–1944. Öhlén blev assessor i Göta hovrätt 1951, tillförordnad revisionssekreterare 1957, hovrättsråd i Hovrätten för Nedre Norrland samma år och ordinarie revisionssekreterare 1959. Han var häradshövding i Västerbottens norra domsaga 1961–1966, i Skellefteå domsaga 1967–1970, lagman i Skellefteå tingsrätt 1971–1976, i Uppsala läns södra tingsrätt 1977–1980 och i Enköpings tingsrätt 1980–1983. Öhlén blev riddare av Nordstjärneorden 1961 och kommendör av samma orden 1973. Han vilar i sin familjegrav på Borgsjö gamla kyrkogård.